# Aspilia angolensis
Aspilia angolensis là một loài thực vật có hoa trong họ Cúc. Loài này được (Klatt) Muschl. mô tả khoa học đầu tiên năm 1914.